# Maureen Cleave
Maureen Diana Cleave (Mussoorie, 20 de octubre de 1934-Aldeburgh, 6 de noviembre de 2021) fue una periodista británica. Trabajó para el Evening Standard desde 1958, realizando entrevistas con muchos músicos destacados de la época, incluidos Bob Dylan y John Lennon. Durante 50 años, continuó entrevistando a personas de todos los ámbitos de la vida, en el Standard, la The Daily Telegraph, The Observer, la revista Saga, la revista Intelligent Life, y otros lugares.

## Primeros años de vida
Cleave nació cerca de Delhi, India británica, el 20 de octubre de 1934. Creció en Irlanda, el país de origen de su madre Isabella, con un padre inglés, el mayor John Cleave, del séptimo Rajputs. Cleave asistió al internado Rosleven en Athlone y a la Howell's Girls' School en Denbigh, antes de leer Historia Moderna en St Anne's College, Oxford. Allí tuvo la distinción de ser la primera mujer a la que se le pidió hablar en la Oxford Union. Se graduó con honores de tercera clase en 1957.

## Carrera
Después de graduarse, Cleave trabajó por primera vez como secretaria del Evening Standard. Convenció a su editor, Charles Wintour, para que la nombrara corresponsal de farándula y le permitiera escribir una columna de música pop llamada «Disc Date». Viajó a Liverpool para entrevistar a The Beatles en enero de 1963 después de un consejo de un amigo que trabajaba allí. La pieza titulada Why the Beatles create all that frenzy («Por qué los Beatles crean todo ese frenesí») fue la primera crítica sustancial de la banda y estableció una amistad duradera con los Fab Four mientras alcanzaban el éxito internacional. Cleave comenzó a aparecer como invitada en el juego de panel pop de televisión Juke Box Jury en 1964 junto a Millicent Martin, Matt Monro y Bobby Vee.
El 4 de marzo de 1966, su entrevista en el Standard con Lennon, titulada How does a Beatle live? («¿Cómo vive un Beatle?»), lo citó diciendo que los Beatles eran «ahora más populares que Jesús». Cinco meses después, en vísperas de una gira por 14 ciudades de Estados Unidos, una revista estadounidense reprodujo el comentario, lo que provocó una ola de sentimiento anti-Beatle en muchas partes de Estados Unidos, especialmente en el sur y el medio oeste. (Cleave también escribió perfiles de los otros tres Beatles en la primavera de 1966, algunos de los cuales también contenían comentarios provocativos).
Según la biografía de Bob Spitz de los Beatles, Lennon afirmó tener una relación con Cleave, inspirando la canción de la banda «Norwegian Wood (This Bird Has Flown)». Pete Shotton, un amigo de Lennon, también sugirió a Cleave, aunque Cleave ha dicho que en todos sus encuentros con Lennon él «no se insinuó» con ella, y Lennon dijo más tarde que no podía recordar sobre quién era la canción. También se ha dicho que la mujer en cuestión era Sonny Freeman, esposa del fotógrafo Robert Freeman, : 329, 387–8 quien tomó las fotografías de las portadas de varios álbumes de los Beatles, incluido With the Beatles, Help! y Rubber Soul. Cleave terminó su asociación con Lennon en 1966, el mismo año en que se casó.
Además de los Beatles, Cleave entrevistó a Bob Dylan y a The Rolling Stones durante la década de 1960. Prefería hablar con personas que no fueran celebridades y evitaba a actores y políticos «porque lo han dicho todo antes». Su elección de «personas notables» para entrevistar incluyó, por ejemplo, a la heredera de Guinness Aileen Plunket (1983), la estrella de rock Little Richard (1985) y Donald Maclean, quien fue presidente de la Sociedad Nacional de Vegetales. Más tarde escribió un cálido homenaje a Lennon en la revista The Telegraph Weekend una década después de su asesinato en diciembre de 1980.

## Vida personal
Cleave se casó con Francis Nichols en septiembre de 1966. Se conocieron mientras estudiaban en Oxford y residieron en Perú durante tres años a fines de la década de 1960 debido a su trabajo como economista y agricultor. Después de la muerte de su madre en 1972, se mudaron a la casa de su familia en Lawford Hall. Permanecieron casados hasta su muerte en 2015. Juntos tuvieron tres hijos: Sadie, Dora y Bertie.
A Cleave le diagnosticaron síndrome de fatiga crónica, poco después de desplomarse en el andén de la estación de metro Tottenham Court Road en agosto de 1992. Murió el 6 de noviembre de 2021, dos semanas después de cumplir 87 años. Sufrió una breve enfermedad antes de su muerte.